# Uwe Alzen
Uwe Alzen (* 18. August 1967 in Kirchen) ist ein deutscher Automobilrennfahrer. Jürgen Alzen ist sein älterer Bruder, der das Team Jürgen Alzen Motorsport leitet.

## Karriere
Die motorsportlichen Wurzeln der Brüder Alzen liegen auf der Nürburgring Nordschleife hauptsächlich in der VLN-Serie, der er treu bleibt, sofern es die Termine zulassen. Beliebt, aber auch gefürchtet, ist Uwe wegen seiner oft spektakulären Fahrweise sowie seiner wenig diplomatischen Ausdrucksweise, die sich nur selten an die von Werksmannschaften vorgegebenen Sprachregelungen hält.
Uwe Alzen fuhr in der Deutschen Tourenwagen-Meisterschaft bzw. International Touring Car Championship zwischen 1993 und 1995 für das Mercedes-Benz-Team Persson Motorsport und 1996 für Zakspeed-Opel. Anschließend, in den Jahren 1997 bis 1999, fuhr er im Super Tourenwagen Cup ebenfalls für Opel und wurde 1999 Vizemeister, nach kontroversem Saisonfinale, in das Christian Abt und insbesondere Roland Asch verwickelt waren. Im Jahr 2000 wurde die Deutsche Tourenwagen-Masters eingeführt. Nach teaminterner Kollision mit Manuel Reuter im Saisonfinale musste er Opel verlassen. Seine weitere DTM-Karriere bei HWA beendete Alzen aufgrund von Differenzen kurz vor Saisonbeginn 2003. Er wurde durch Christijan Albers ersetzt, der daraufhin Vizemeister wurde.

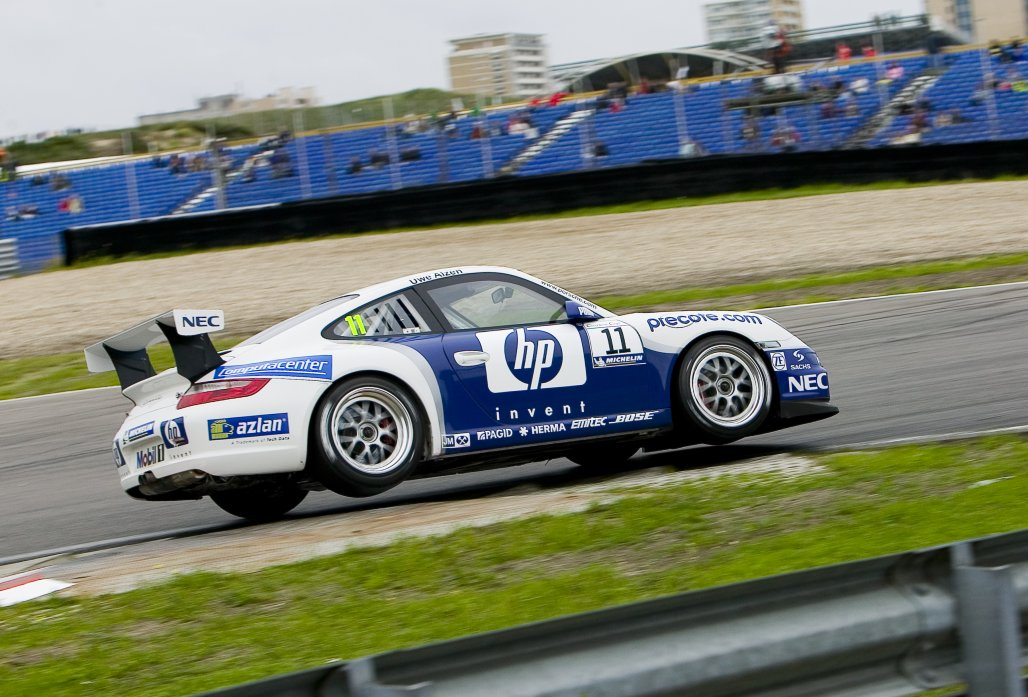
Uwe Alzen beim Porsche Carrera Cup 2006 in Deutschland

Im Jahr 1993 gewann er das 24-Stunden-Rennen von Spa-Francorchamps auf Porsche 911 Carrera RSR zusammen mit Christian Fittipaldi und Jean-Pierre Jarier. Bei den 24 Stunden von Le Mans 1998 auf Porsche 911 GT1 wurde sein Wagen nur von den Teamkollegen geschlagen. Im Juni des Jahres 2000 gewann er zusammen mit Bernd Mayländer, Michael Bartels und Altfrid Heger auf einem Porsche 996 GT3 R vom „Porsche-Zentrum Koblenz“ das 24-Stunden-Rennen auf dem Nürburgring.
Als Profi ist Alzen hauptsächlich in den Porsche-Cup-Serien (Carrera Cup Deutschland bzw. Supercup) aktiv. Er gewann den Porsche Supercup 1994, die Deutschland-Variante schon 1992, und 2007 wieder. Er verfehlte in den letzten Jahren diese Titel oft nur knapp gegen Jüngere, wurde 2006 in beiden Serien Zweiter, mit je vier Laufsiegen. Zudem war er u. a. 2004 mit Michael Bartels auch in der FIA-GT-Meisterschaft auf Saleen unterwegs.

## Statistik

### Sportliche Erfolge
1991
- 1. Platz im Porsche Carrera Cup
- 1. Platz der Junior Trophäe Veedol-Langstreckenpokal Nürburgring

1992
- 1. Platz im Porsche Carrera Cup

1993
- 2. Platz Porsche-Supercup (Porsche Zentrum Koblenz)
- 1. Platz der Privatfahrerwertung DTM auf Mercedes (HJS/Komet / Team Persson) (bester Privatier)
- 1. Platz 24 h Spa-Francorchamps auf Porsche gemeinsam mit Christian Fittipaldi und Jean-Pierre Jarier
- ein Sieg im Veedol-Langstreckenpokal auf Porsche
- 2 Starts / 2 Siege im ADAC Porsche-GT-Cup(Roock Racing)

1994
- 1. Platz im Porsche Carrera Cup
- 1. Platz der Privatfahrerwertung DTM auf Mercedes (MAC / Team Persson)

1995
- 1. Platz in der DTM und ITC Semiwerksfahrerwertung auf Mercedes (Kümmerling / Team Persson)
- 1. Platz ADAC Porsche-GT-Cup
- 2 Starts / 2 Siege im Veedol-Langstreckenpokal (Porsche)

1996
- 8. Platz Opel Werksfahrer in der ITC auf Opel Calibra V6 (Opel Team Zakspeed) (3-mal Zweiter, 2-mal Dritter, 1-mal Pole-Position)

1997
- 5. Platz Opel Werksfahrer im Super-Tourenwagen-Cup (STW) auf Opel Vectra (Opel Team Holzer) (1-mal Zweiter, 7-mal Dritter)

1998
- 3. Platz Opel Werksfahrer im Super-Tourenwagen-Cup auf Opel Vectra (Opel Team Holzer)
- 1. Platz Klasse / 2. Platz Gesamt 24 Stunden Daytona auf Porsche
- 2. Platz 24 Stunden Le Mans auf Porsche GT1 – Werkseinsatz

1999
- 2. Platz Super-Tourenwagen-Cup als Opel Werksfahrer auf Opel Vectra (Opel Team Holzer)
- 1. Platz Klasse GT3 / 24 h LeMans auf Porsche GT3 – Werkseinsatz

2000
- 6. Platz Opel Werksfahrer in der DTM auf Opel V8 Coupé (Opel Team Holzer) 3 Siege
- 1. Platz beim Int. ADAC 24-Stunden-Rennen Nürburgring auf Porsche (Phoenix Team, Porsche Zentrum Koblenz) mit Michael Bartels, Bernd Mayländer und Altfrid Heger
- 2. Platz Einsatz im Veedol Langstreckenpokal Nürburgring

2001
- 2. Platz DTM auf Mercedes-Benz CLK-DTM (Warsteiner AMG Mercedes), 2 Siege

2002
- 5. Platz DTM auf Mercedes-Benz CLK-DTM (Warsteiner AMG Mercedes), 2 Siege, 1 Pole-Position

2003
- ein Sieg BFGoodrich Langstreckenmeisterschaft Nürburgring

2004
- 2. Platz GTS-Klasse 1000 km Nürburgring
- ein Sieg BFGoodrich Langstreckenmeisterschaft Nürburgring, neuer Rundenrekord

2005
- 3 Siege in der BFGoodrich Langstreckenmeisterschaft Nürburgring, 5-mal Pole-Position, neuer Rundenrekord
- 6 Rennen im Porsche Supercup, 3 Podiumsplätze

2006
- 2. Platz im Porsche Supercup, 4 Siege
- 2. Platz im Porsche Carrera Cup, 4 Siege
- 2. Platz 24-h-Rennen Nürburgring

2007
- 3. Platz im Porsche Supercup, 2 Siege
- 1. Platz im Porsche Carrera Cup

2009
- 4. Platz beim 24-h-Rennen Nürburgring mit eigenem Team. Uwe Alzen Automotive.

2010
- 1. Platz Beim 24-h-Rennen am Nürburgring mit dem BMW-Motorsport-Team auf einem BMW M3 GT2

### Le-Mans-Ergebnisse
| Jahr | Team           | Fahrzeug          | Teamkollege     | Teamkollege     | Platzierung             | Ausfallgrund |
| ---- | -------------- | ----------------- | --------------- | --------------- | ----------------------- | ------------ |
| 1998 | Porsche AG     | Porsche 911 GT1   | Jörg Müller     | Bob Wollek      | Rang 2                  |              |
| 1999 | Manthey Racing | Porsche 996 GT3-R | Patrick Huisman | Luca Riccitelli | Rang 13 und Klassensieg |              |
| 2010 | BMW Motorsport | BMW M3 GT2        | Jörg Müller     | Augusto Farfus  | Rang 19                 |              |

### Sebring-Ergebnisse
| Jahr | Team         | Fahrzeug            | Teamkollege   | Teamkollege        | Platzierung | Ausfallgrund |
| ---- | ------------ | ------------------- | ------------- | ------------------ | ----------- | ------------ |
| 2008 | VICI Racing  | Porsche 997 GT3 RSR | Craig Stanton | Nathan Swartzbaugh | Rang 18     |              |
| 2012 | BMW Team RLL | BMW E92 M3          | Bill Auberlen | Jörg Müller        | Rang 21     |              |

### Einzelergebnisse in der FIA-Langstrecken-Weltmeisterschaft
| Saison | Team         | Rennwagen  | 1   | 2   | 3   | 4   | 5   | 6   | 7   | 8   |
| ------ | ------------ | ---------- | --- | --- | --- | --- | --- | --- | --- | --- |
| 2012   | BMW Team RLL | BMW E92 M3 | SEB | SPA | LEM | SIL | SAO | BAH | FUJ | SHA |
| 2012   | BMW Team RLL | BMW E92 M3 | 21  |     |     |     |     |     |     |     |